# Teixeiranthus
Teixeiranthus là một chi thực vật có hoa trong họ Cúc (Asteraceae).

## Loài
Chi Teixeiranthus gồm các loài: